# Acidoproctus emersoni
Acidoproctus emersoni  (лат.) — вид бескрылых насекомых семейства Philopteridae из отряда пухоедов и вшей. Постоянные паразиты птиц.
Паразитируют на утках, в том числе на таких видах, как пятнистая свистящая утка (Dendrocygna guttata), розовоногая древесная утка (Dendrocygna eytoni), странствующая свистящая утка (Dendrocygna arcuata), малая свистящая утка (Dendrocygna javanica, Anatidae). Вид был впервые описан в 1962 году и назван в честь американского энтомолога К. Эмерсона (Emerson K. C.; Арлингтон, Вирджиния, США).
В настоящее время (вместе с видами Acidoproctus fuligulae, A. gottwaldhirschi, A. hilli, A. kelloggi, A. maximus, A. moschatae, A. rostratus и A. taschenbergi) включён в семейство Philopteridae подотряда Ischnocera.